# Pierre Letuaire
Pierre Letuaire né le 6 août 1798 à Toulon et mort dans la même ville le 2 septembre 1885 est un peintre et illustrateur français et caricaturiste de thématique provençale en langue d'oc.

## Biographie
Pierre Letuaire naît le 6 août 1798 à Toulon dans la rue Pradel qui porte aujourd'hui son nom, dans une famille d'artisans et de commerçants, impliquée dans la vie commerçante et politique de la cité, dont un négociant, Henri Letuaire, qui deviendra le doyen des commerçants toulonnais, et un maître tailleur.
En 1815, après ses études au collège de Toulon, il se trouve chef de famille à la mort de son père, maître taillandier à l'arsenal, en charge d'une mère infirme, d'un jeune frère et de deux sœurs. Il exerce divers métiers où il peut mettre en valeur ses talents de dessinateur : il réalise des dessins pour des en-têtes de papier à lettres, des étiquettes pour liquoristes, etc.
Il devient l'ami d'un élève d'Anne-Louis Girodet, le marquis de Clinchamp, qui venait d'ouvrir le premier atelier de peinture de Toulon. Il dessine ses premières lithographies.
En 1823, il succède à Laurent Julien comme professeur de dessin au collège de Toulon où il montre ses qualités d'ordre, d'intendance et d'organisation, poste qu'il occupera jusqu'en 1867.
Il est reçu membre de l'Académie du Var en 1835. La même année, il innove en créant des cours gratuits de dessins avec notamment des cours de dessins industriels ouverts aux maçons, charpentiers et autres professionnels. C'est pour cette activité bénévole qu'il sera décoré en 1860 de la Légion d'honneur par Napoléon III lors de sa deuxième visite à Toulon.
En 1837, il suit l'expédition de Constantine dont il rapporte des vues et des portraits.
En 1840, il expose à Toulon sa grande composition Un épisode de l'armée d'Algérie ; une attaque de bédouins dans un défilé. Il vit alors au 46, rue des Chaudronniers.
Pierre Letuaire devient en 1844 correspondant de presse pour le magazine L'Illustration et le restera durant un quart de siècle. Il participe aux illustrations de plusieurs journaux et revues Le Mistral, La Provence artistique et pittoresque et Le Monde illustré.
Le 20 mai 1852, on dépose à la préfecture maritime de Toulon un de ses dessins au fusain représentant Bonaparte à l'assaut du petit Gibraltar afin de décorer la chambre à coucher du prince-président en visite dans la ville.
Un album de dessins illustrant les cérémonies funèbres de la princesse Marie est remis à la reine et conservé dans son cabinet.
Douze lithographies représentant les principaux ateliers des arts et métiers de l'arsenal sont offerts par le génie maritime au prince de Joinville, de passage à Toulon.
En 1867, il obtient les palmes académiques à l'occasion de la cessation de ses fonctions au lycée de Toulon et, l'année suivante, il est nommé conseiller municipal.
Il meurt du choléra à Toulon le 4 septembre 1885. Il est enterré au cimetière central de Toulon.

## Réception critique
Un de ses anciens élèves au collège de Toulon, Léon Alexandre, témoigne sur son professeur :

« Letuaire dirigeait la classe de dessin. Tout Toulon a connu et aimé cet artiste primesautier dont la verve intarissable a garni les albums et les cabinets des amateurs de plusieurs générations. Son coloris était le plus souvent fantaisiste, comme d'ailleurs l'anatomie de ses personnages. Mais il peignait et dessinait de chic, comme on dit dans les ateliers, et son pinceau facile, son crayon savoureux et infatigable donnaient de la valeur à ses moindres productions. Peu capable d'enseigner un art qui lui était si personnel, il terminait presque toutes ses leçons en laissant aux mains de ses disciples quelques-unes de ses pochades inimitables. Aussi avait-il beaucoup d'élèves et peu de rentes. »

Il est surnommé le Gavarni de la Provence.
Pierre Letuaire apporte une aide précieuse aux historiens et aux chercheurs non seulement par ses dessins de la vie quotidienne mais aussi par ses Cahiers manuscrits dont une partie en a été publiée par L. Henseling en 1910 et 1914. L'historien Maurice Agulhon décrit ainsi ce témoin de son temps : « C'est un petit-bourgeois que ses liens de famille rattachent au personnel révolutionnaire : libéral, anticlérical, patriote, favorable à 1830, déjà plus réticent devant 1848, et qui finira en bonapartiste conservateur ; d'un bout à l'autre de sa carrière, il aime l'armée française et  ses entreprises, et c'est dans ce sillage qu'il glissera vers la droite par la suite ; son conservatisme virtuel a suivi l'évolution social du camp tricolore, et ne doit rien à la nostalgie du drapeau blanc ».

## Élèves
- Vincent Courdouan, peintre d'aquarelle et lithographe[5].
- Emeric, paysagiste[6].
- Barthélemy Lauvergne, peintre de marine[5].
- Jean-François Mallet dit Paul Jolly (1845-1911), peintre et professeur d'arts plastiques à Toulon[16].
- Joseph-Auguste Pélabon (1863-1932), portraitiste et ancien adjoint au maire de Toulon[17].
- Pellegrin, paysagiste[5].

## Œuvres dans les collections publiques
- Toulon :
  - musée d'Art : Prisonnier arabe au fort Lamalgue, 1846.
  - musée d'Histoire de Toulon et de sa région : fonds de dessins.

## Publications
- Alger et ses environs, 24 lithographies par Vincent Courdouan et Letuaire, Toulon, Canquouin, 1837.
- Album provençal. Études de mœurs locales, Marseille, Alexandre Gueidon, 1862[18].
- Les cahiers de Pierre Letuaire (1798-1884). Notes et souvenirs sur l'histoire et les mœurs toulonnaises et arrangées par L. Henseling, Toulon, Éd. du petit Var, 1910, et deuxième série : Imprimerie Tissot, 1914. Réédition par Jeanne Laffitte, 1976.

Œuvres de Pierre Letuaire
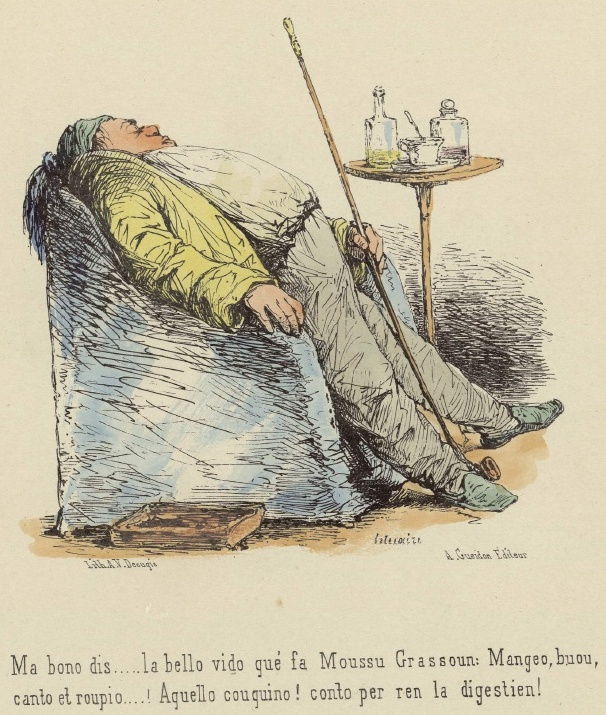
Ma bonne dit… La belle vie que mène Monsieur Grassoun. Il mange, boit, chante et roupille !… Cette coquine ! Elle compte pour rien la digestion !, caricature parue dans Album provençal. Études de mœurs locales, 1862.
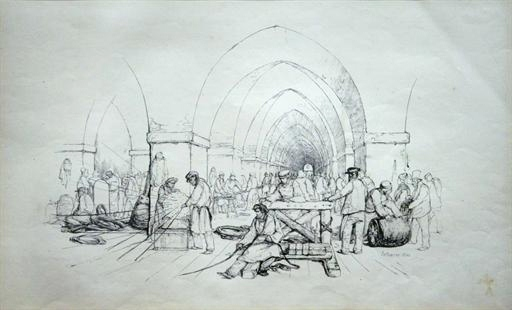
La Corderie, vie des bagnards, musée d'Histoire de Toulon et de sa région.
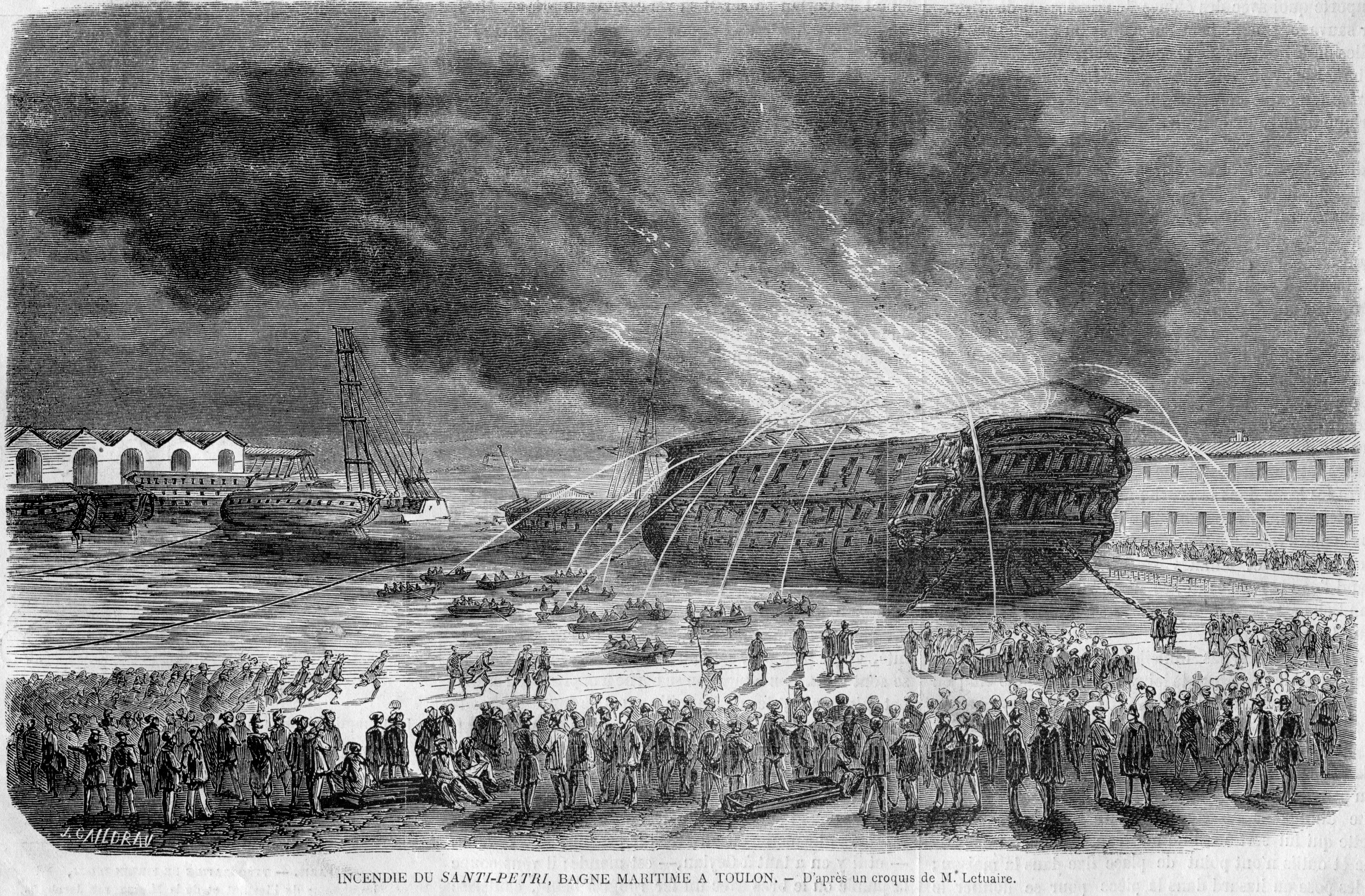
Incendie du Santi-Petri, Bagne maritime de Toulon, la nuit du 5-6 janvier 1862, gravure de Jules Gaildrau d'après Letuaire paru dans L'Illustration en janvier 1862.

## Distinctions et hommages
- 1860 : chevalier de la Légion d'honneur.
- 1867 : palmes académiques.
- En 1899, la Ville de Toulon donne son nom à l'ancienne traverse Saint-Pierre[19].
- Joseph Auguste Pélabon a peint son portrait conservé au musée d'Art de Toulon[20].